# Beth Goddard
Pour les articles homonymes, voir Goddard.
Beth Goddard est une actrice britannique née en 1969 à Colchester dans l'Essex au Royaume-Uni.

## Filmographie
- 1993 : Hercule Poirot (série TV, épisode L'Affaire du testament disparu) : Violet Wilson
- 1994 : D'une femme à l'autre (A Business Affair) : Student
- 1995 : Degrees of Error (série télévisée) : Anna Peirce
- 1996 : Ellington (série télévisée) : Kelly Logan
- 1996 : Beautiful Thing : Brewery Official
- 1996 : Roger Roger (TV) : Melanie
- 1996 : Karaoke (feuilleton TV) : Woman on Phone
- 1997 : Thornapple (TV) : Mirabel Davenport
- 1997 : Sunnyside Farm (en) (série télévisée) : Wendy
- 1999 : Tilly Trotter (TV) : Ellen Ross
- 1999 : The Scarlet Pimpernel (en) (feuilleton TV) : Suzanne De Tourney
- 1999 : The Last Seduction II : Murphy
- 1999 : Big Bad World (série télévisée) : Kath Shand
- 1999 : Les Voleuses (feuilleton TV) : Harriet Howell (2000)
- 1999 : The Scarlet Pimpernel Meets Madame Guillotine (TV) : Suzanne de Tourney
- 1999 : The Scarlet Pimpernel and the Kidnapped King (TV) : Lady Suzanne Ffoulkes
- 2001 : Daylight Robbery 2 (feuilleton TV)
- 2001 : Take Me (feuilleton TV) : Kay Chambers
- 2003 : The Eustace Bros. (en) (série télévisée) : Melissa Garvey
- 2003 : inspecteur Barnaby (série télévisée) : Wendy Smythe-Webster
- 2004 : Frances Tuesday (TV) : Bishop
- 2007 : The Sarah Jane Adventures : Sœur Helena
- 2009 : Hercule Poirot (série TV, épisode Rendez-vous avec la mort) : Sœur Agnieszka
- 2011 : inspecteur Barnaby (série télévisée) : Selina Santon
- 2011 : X-Men : Le Commencement : Sharon Xavier, la mère de Charles Xavier
- 2015 : Cucumber (série télévisée)
- 2016 : Un chat pour la vie (A Street Cat Named Bob) de Roger Spottiswoode : Hilary
- 2022 : The Serpent Queen : Antoinette de Guise (mini-série)